# Килкък
Килкък (на английски: Kilcock; на ирландски: Cill Choca) е град в централната източна част на Ирландия. Намира се в графство Килдеър на провинция Ленстър на около 35 km северозападно от столицата Дъблин и на около 24 km на север от административния център на графството Нейс. Разположен е около Ройъл Канал. Първите сведения за града датират от 6 век. Има жп гара от 28 юни 1847 г., която след няколко затваряния е отворена отново през 1998 г. Населението му е 4100 жители от преброяването през 2006 г. 